# Jan Adamski (duchowny)
Jan Adamski, imię zakonne Celestyn ps. Celestyn, Prawdosław, Stoigmir, C.A., J.A. (ur. 4 grudnia 1841 w Śremie, zm. 1 lutego 1918 w Poznaniu) – polski duchowny katolicki, działacz ludowy, publicysta.

## Życiorys
Pochodził z rodziny kupieckiej, był synem Tomasza i Serafiny z Frankowskich. Młodość spędził w Poznaniu, jako uczeń tamtejszego gimnazjum św. Marii Magdaleny należał do tajnej organizacji narodowej „Kościuszko”. W 1869 wstąpił do nowicjatu jezuickiego w Krakowie i nawiązał kontakt z ks. Stanisławem Stojałowskim; w późniejszych latach pisywał anonimowo artykuły patriotyczne do czasopism ludowych redagowanych przez Stojałowskiego – „Wieniec” i „Pszczółka”. Ze względu na chorobę zrezygnował z nowicjatu jezuickiego, jednak po kilku latach, po poprawie stanu zdrowia, powrócił do pierwotnego zamiaru i podjął życie zakonne, tym razem jako karmelita trzewiczkowy. 20 stycznia 1878 otrzymał święcenia kapłańskie. W zakonie przyjął imię Celestyn, które po przejściu do kleru diecezjalnego używał w charakterze pseudonimu. Posługę kapłańską sprawował początkowo w  klasztorze w Krakowie (1880), a następnie w Sąsiadowicach (1881) i Rozdole (1886). Ze względu na słabe zdrowie wystąpił do władz kościelnych o zgodę na zwolnienie ze ślubów zakonnych; po uzyskaniu zgody 4 lipca 1893 inkardynowany został do archidiecezji poznańskiej, ale wobec nieuzyskania zezwolenia władz pruskich na objęcie beneficjów kościelnych, wypełniał pomocnicze funkcje duszpasterskie. Do 1897 pozostawał rezydentem przy kościele podominikańskim w Poznaniu, wiosną 1897 objął wikariat w Górce koło Łobżenicy w sanktuarium maryjnym. Zastępczo pełnił funkcje duszpasterskie w Kretkowie, był kapelanem kaplicy św. Józefa w Poznaniu, a w latach 1905–1910 administrował prebendą św. Ducha w Pniewach. Od 1910 przebywał jako emeryt w Poznaniu.
Adamski ogłaszał publikacje (głównie broszurowe), dotyczące katolickiego życia wewnętrznego, zwłaszcza kapłańskiego. Poruszał też problemy literackie. Podjął m.in. polemikę z Cecylią Działyńską na temat jej poglądów mistycznych, czego efektem stały się Kartki z życia modlitwy. Uważał, że mistyka stanowi podstawę chrześcijaństwa i jest niezbędna w życiu pobożnego kapłana. Jako znawca poezji polskich wieszczów narodowych pisał również o mistyce w Dziadach Mickiewicza. Pod pseudonimem Prawdosław ogłosił rozprawkę Romantycyzm i filozofja w „Dziadach” (1890), w której podjął próbę wykładu ideologii mickiewiczowskiej; uznał, że Dziady zawierają więcej tajników ducha niż Boska komedia. Z innych prac Adamskiego dotyczących szeroko pojętej filozofii i literatury wymienić można: Znaczenie formy u scholastyków (1877), Bronisława Trentowskiego „Panteon wiedzy ludzkiej…” rozebrany i oceniony (1883), Bohdan Zaleski w poezji (1887). W 1877 wydana została w Poznaniu patriotyczna mowa Adamskiego, wygłoszona w jednym z lwowskich kościołów ku czci poległych uczestników powstania styczniowego (jeszcze przed przyjęciem przez niego święceń kapłańskich).
W okresie pracy duszpasterskiej w poznańskim kościele podominikańskim Adamski udzielał się także społecznie, wspólnie z ks. Józefem Kłosem biorąc udział w pracach dobroczynnych. Na cele dobroczynne głosił w 1896 kilka odczytów. Od 1895 był członkiem zwyczajnym wydziału historyczno-literackiego Poznańskiego Towarzystwa Przyjaciół Nauk.